# Egenhofen
Egenhofen er en kommune i Landkreis Fürstenfeldbruck der ligger i den vestlige del af Regierungsbezirk Oberbayern i den tyske delstat Bayern. Den ligger midtvejs mellem München og Augsburg. Rådhuset og administrationen ligger i landsbyen Unterschweinbach.

## Inddeling
Egenhofen består af 25 landsbyer og bebyggelser:
- Egenhofen med bebyggelserne Dirlesried, Furthmühle, Karlshof, Osterholzen og Weyhern
- Aufkirchen med bebyggelserne Englertshofen, Geisenhofen, Holzmühle, Pischertshofen, Rammertshofen og Waltershofen
- Unterschweinbach med bebyggelserne Herrnzell, Kumpfmühle og Spielberg
- Oberweikertshofen med bebyggelserne Eurastetten, Poigern, Rottenfuß og Waltenhofen
- Wenigmünchen med bebyggelserne Dürabuch og Fuchsberg

## Seværdigheder

### Kalvarienberg Wenigmünchen
I Wenigmünchen er en gengivelse af Vejen til Golgata (se tysk: de:Kalvarienberg) med gravkapel og korsvej . Gengivelsen er fra 1740 og viser en række skulpturgrupper udført i jurasandsten og malede billeder på sten.
- I Furthmühle er der et arbejds- og industrihistorisk museum.